# Suchoj Su-24
Suchoj Su-24, förkortat Su-24 (Nato-rapporteringsnamn: Fencer), är ett sovjetiskt/ryskt attack- och bombflygplan, som finns kvar i flera länders flygvapen, särskilt inom det forna Sovjetunionens område.
Su-24 är en vidareutveckling av flera stridsflygplan, främst Suchoj Su-15. Planet provflögs första gången 17 januari 1970 och förblev i olika testfaser till och med 1974. Under denna period var planet mer känt som T-6, vilket var designbyråns interna beteckning. År 1975 kom det första planet i tjänst hos det sovjetiska flygvapnet och fick namnet Su-24.

## Allmänna fakta
Många västerländska experter trodde att planets nya motorer kunde ge det en mycket lång räckvidd och detta ledde till oro i många Nato-länder. Det visade sig senare att planets två Saturn/Ljulka AL-21F-3A-motorer visserligen gav planet utmärkt manöverduglighet men även var mycket bränsletörstiga och alltså inte alls kunde ge planet några extrema flygsträckor.
Mellan 1974 och slutet av kalla kriget byggdes det ca 1 400 Su-24. Idag finns Su-24 i tjänst hos Ryssland (~200), Ukraina (~25), Algeriet (33) och Belarus (30). Även Iran, Libyen, Kazakstan, Syrien, Uzbekistan och Azerbajdzjan har ett mindre antal i tjänst.
I Ryssland är det tänkt att Su-24 efter hand ska ersättas av det modernare ryska planet Suchoj Su-34.
Su-24 har befunnit sig i strid i bland annat Afghanistan, Tjetjenien, Georgien, Syrien och Ukraina.

## Bilder

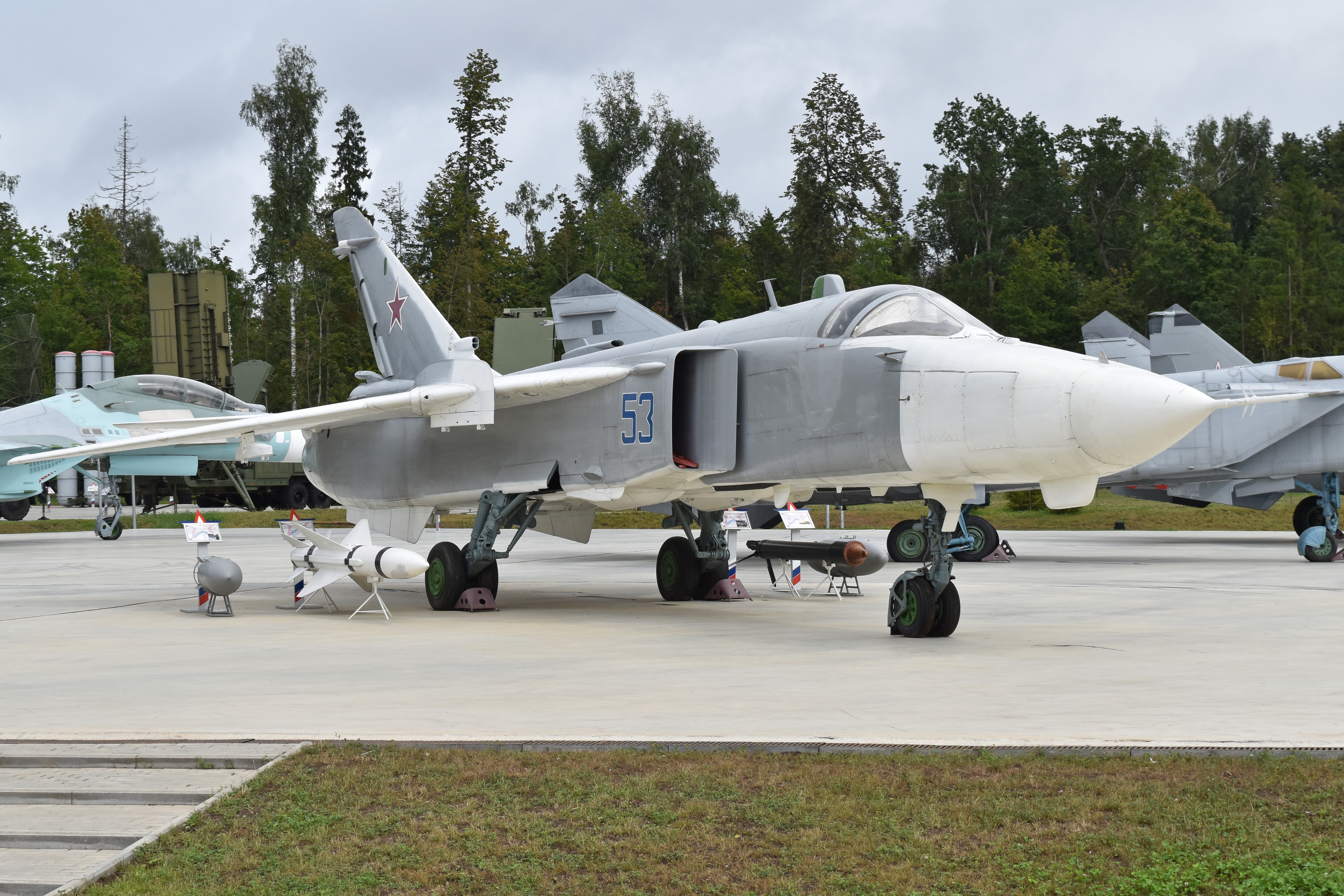
En rysk Su-24MP.
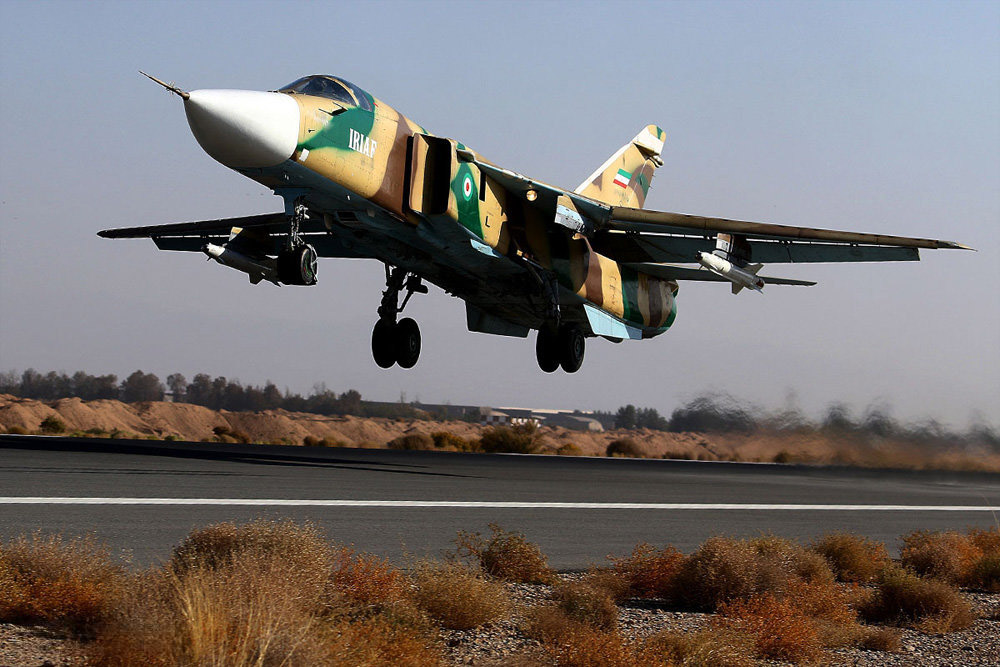
En iransk Su-24.
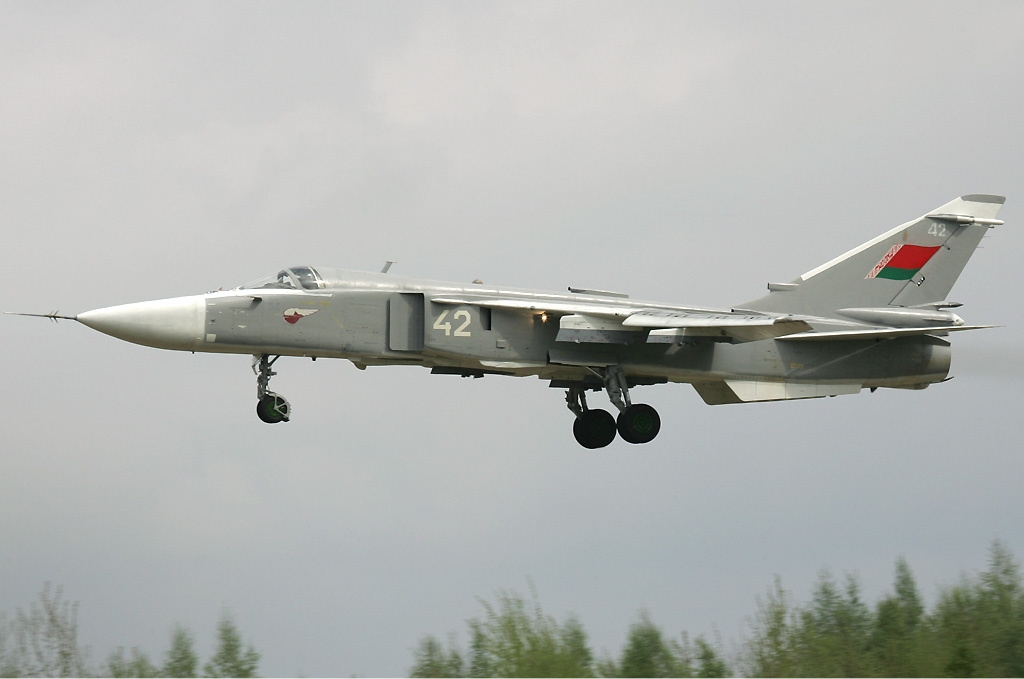
En belarusisk Su-24.
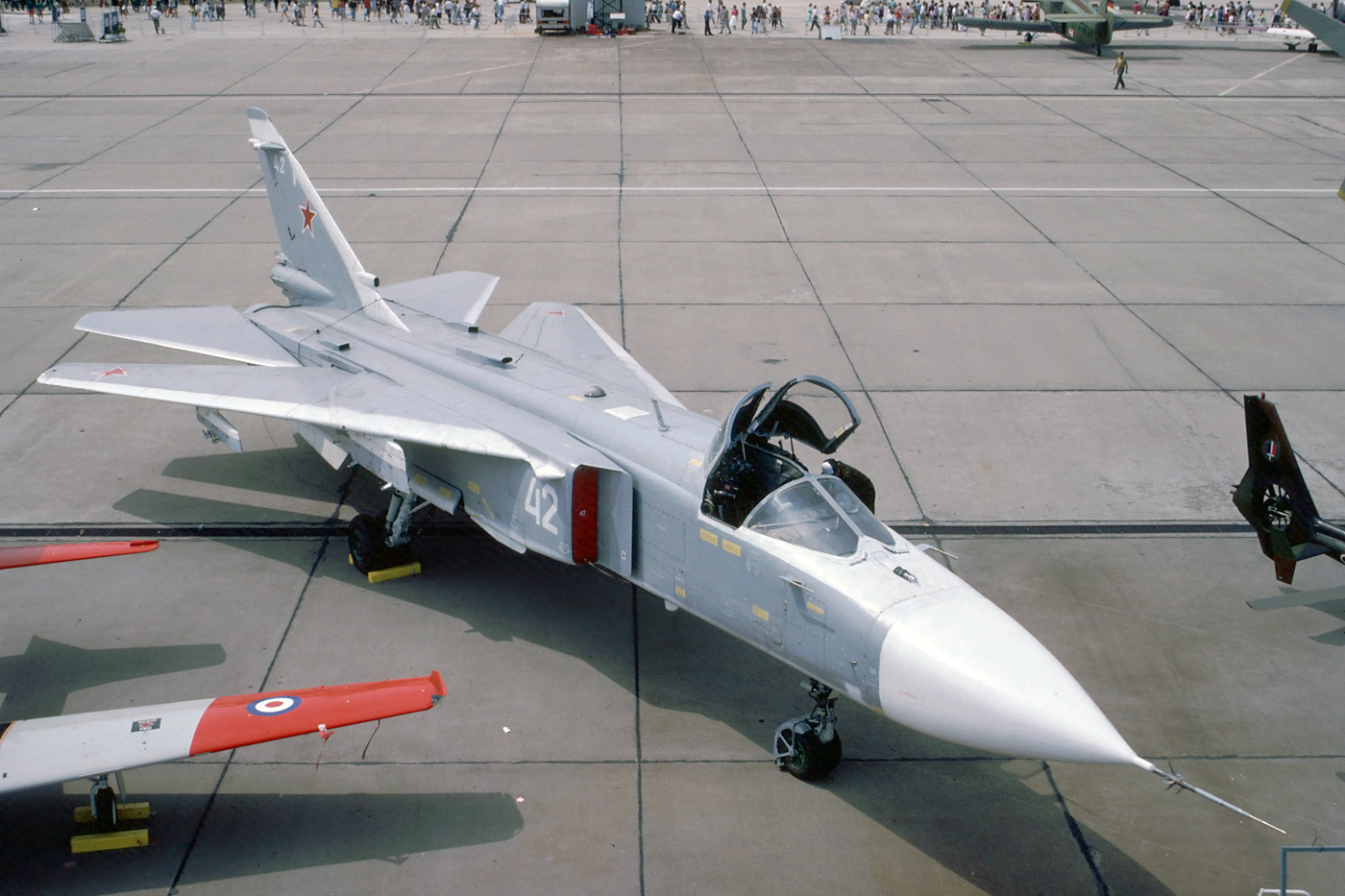
En Su-24M med vingarna infällda.
Nationer som opererar med Su-24 i blått och tidigare i rött.

## Externa sidor
- Wikimedia Commons har media som rör Suchoj Su-24.
- Bildarkiv med Su-24